# مانینگز (ویرجینیای غربی)
مانینگز (به انگلیسی: Mannings) یک منطقهٔ مسکونی در ایالات متحده آمریکا است که در ویرجینیای غربی واقع شده‌است.